# Aster du Saint-Laurent
Symphyotrichum laurentianum
Espèce
Classification APG III (2009)
Synonymes
Aster laurentianus Fernald(1914)

L'Aster du Saint-Laurent (Symphyotrichum laurentianum) est une espèce de plantes à fleurs de la famille des Asteraceae. C'est une plante annuelle présente seulement dans les marais salés du golfe du Saint-Laurent dans une trentaine de sites au Nouveau-Brunswick, à l'Île-du-Prince-Édouard et dans les îles de la Madeleine au Québec.